# Nový cirkus
Nový cirkus je druh dramatického umění, který se začal utvářet ve Francii počátkem 70. let 20. století. Dalšími destinacemi, v nichž se od 80. let 20. století vyvíjí další specifické podoby nového cirkusu, jsou Velká Británie, Kanada a Austrálie, v Evropě pak od 90. let 20. století země Skandinávie, Itálie nebo Španělsko. Do České republiky pronikaly vlivy nového cirkusu především ve tvorbě Ctibora Turby (ještě před rokem 1989), později pak v 90. letech 20. století. Největší rozkvět zažívá nový cirkus v České republice od roku 2009. Popularizaci výrazně přispěl pražský festival Letní Letná.
Umělecký charakter nového cirkusu se zakládá na mísení jednotlivých druhů umění (cirkus, tanec, hudba, divadlo, výtvarné umění, film) v různé míře i zastoupení. Jeho neodmyslitelnou součástí je artistika, tedy druh scénického umění, jehož podstatou je dokonalý fyzický projev spojující ladnost a vrcholnou obtížnost v harmonický celek. Nový cirkus závisí na tvůrčí individualitě interpreta – artisty, který je nositelem významu a zprostředkovatelem komunikace. Artista v tradičním cirkusu nezdvojuje svou identitu, není hercem. Jediné, na čem v tradičním cirkusu záleží, je precizní předvedení akrobatického čísla, nikoli sdělení myšlenky ve smysluplném obrazu. V novém cirkuse nabývá artista herecké funkce, je nositelem znaku. Stále výraznější zdivadelňující tendence byly hlavním kriteriem pro odlišení nového cirkusu od cirkusu tradičního. Cílem nového cirkusu je podat ucelený scénický obraz a ne stále se opakující akrobatická čísla produkující pocit hrdinství.
Cesta k novému cirkusu vedla přes proměnu jednotlivých složek podílejících se na cirkusové tvorbě. Neopominutelný a téměř stěžejní vliv na vznik nového cirkusu mělo divadlo, jímž se nechali jednotliví tvůrci inspirovat zejména v oblasti dramaturgie a nově i cirkusové režie.
Jedním z nejvýraznějších kroků charakterizujících nový cirkus byla eliminace drezury zvířat.
Vzhledem k množství a rozmanitosti výrazových prostředků je spektrum inscenací nového cirkusu opravdu široké. Na jedné straně stojí inscenace zaměřené spíše na estetiku pohybu, stylem spíše taneční či výtvarné. Na druhé straně spektra jsou inscenace s poměrně konkrétním příběhem ztvárněným herecky, ať už pantomimicky nebo s mluveným slovem.